# Чорногорськ

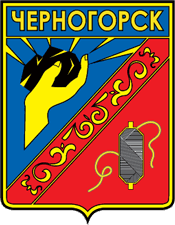
Герб (1987)

Чорногорськ (рос. Черногорск, хак. Харатас) — місто в Росії, Центр міського округу в Республіці Хакасія. Друге після столиці місто в Хакасії.

## Географія
Чорногорськ розташований за 16 км до північ від Абакана в Мінусинській улоговині на північній околиці Абаканського степу, поблизу Подкунінської гряди. Уздовж східної межі міста проходить федеральна автомагістраль «Єнісей».

## Історія
Історія міста починається в 1907 році з початку експлуатації вугільної шахти, заснованої Вірою Арсенівною Баландіною. Поруч з шахтою утворюється робітниче селище Чорногорські Копі, що складалося з двох бараків, пів-десятка землянок та однієї лікарні. До 1930-х років в селищі відкривається гірничо-промислове училище, будинок культури, дитячі садки, школа, проводиться водопровід. Серед промислових підприємств, крім рудника, експлуатуються центральна електростанція, механічні майстерні, хлібозавод, цегельний та дробильний заводи, столярна майстерня.
20 січня 1936 населеному пункту, що утворився після злиття селища Чорногорські Копі та декількох селищ Мінусинського вугільного басейну, присвоюється офіційну назву «місто Чорногорськ».
Перший виправно-трудовий табір (ВТТ) НКВС з'явився в Чорногорську в 1932. До 1953 в місті було одинадцять таборів різного режиму утримання, а чисельність ув'язнених в них, за даними міжнародного товариства Меморіал, досягала 12 000 осіб. Праця ув'язнених переважно використовувався в шахтах. Робочі зміни тривали по 12 годин, доводилося працювати по коліна у воді, рівень механізації був дуже низьким. У 1955 чорногорська система таборів була розформована.
До 1980-х років Чорногорськ був одним з промислових центрів Красноярського краю. Серед основних підприємств міста були кілька шахт, розріз, деревообробний комбінат, завод з виробництва залізобетонних виробів. Економіку міста визначали також підприємства легкої та текстильної промисловості: завод штучних шкір, камвольно-сукняне об'єднання, фабрика первинної обробки вовни.
У дев'яності роки припинили своє існування: камвольно-суконний комбінат, завод залізобетонних конструкцій, комбінат «Искож», комбінат «Сибирь», Хакаський комбінат будівельних матеріалів (найбільший у Східній Сибіру), деревообробний комбінат тощо.

## Освіта
- Федеральний державний освітній заклад середньої професійної освіти "Чорногорський механіко-технологічний технікум". Заснований 1966 року.
- Федеральний державний освітній заклад середньої професійної освіти "Чорногорський гірський технікум".
- Республіканський державний освітній заклад для дітей-сиріт та дітей, які залишилися без піклування батьків "Чорногорська спеціальна (корекційна) школа-інтернат".
- Муніципальна бюджетна освітня установа "Центр розвитку творчості дітей та юнацтва"[4].

## Економіка
Основа економіки міста — вугільна промисловість, що дає 86% питомої ваги в загальному обсязі виробництва:
- ТОВ «СУЭК-Хакасия» (розріз «Чорногорський») — витвір кам'яного вугілля з найнижчим вмістом азоту в Росії;
- ТОВ "Вугільна компанія «Разрез Степной» зі збагачувальною фабрикою, запущеною в 2011р.

Крім цих підприємств діють:
- ВАТ «Хакасский бентонит» — найбільший російський постачальник бентонітових глин;
- ТОВ «Аргиллит» — витвір та переробка бентонітової глини;
- ТОВ «Авік» — найбільше в Хакасії підприємство з будівництва та ремонту доріг, тунелів, мостів;
- ТОВ «Завод ЖБК-1 "Хакасия"» — виробництво виробів з бетону, гіпсу з 2011 на базі колишнього заводу залізобетонних виробів;
- ЗАТ «Черногорский іскож-регенерат» — виробництво регенерату та резино-технічних виробів;
- ЗАТ «Черногорский кирпичный завод» з проектною потужністю до 8 млн штук цегли на рік;
- ТОВ «Керамик» — всі види робіт на будівельному ринку.

## ЗМІ Чорногорська
ЗМІ міста представлені такими газетами, як «Черногорский рабочий» (заснована в 1936 р.), «Черногорск». Випускається науковий журнал "Вестник по педагогике и психологии Южной Сибири" (заснований в 2012 р.).

## Пам'ятники

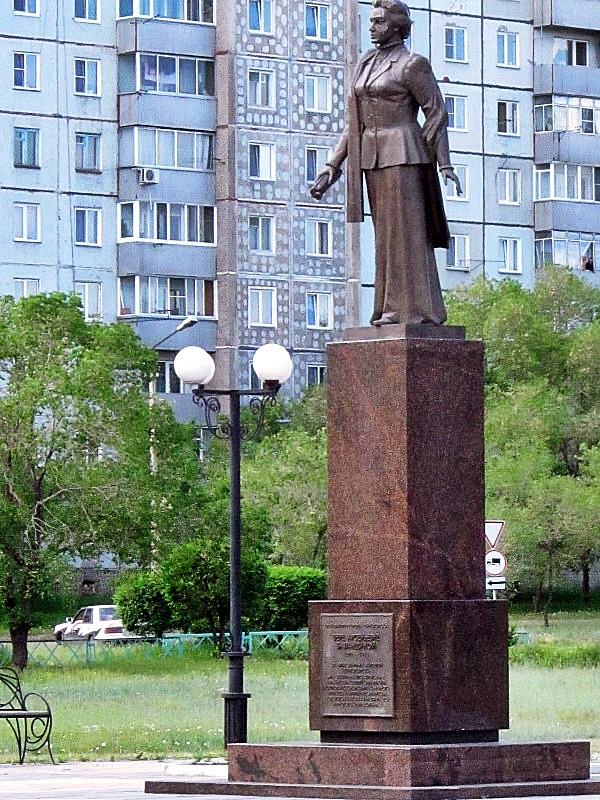
Пам'ятник Вірі Баландіній

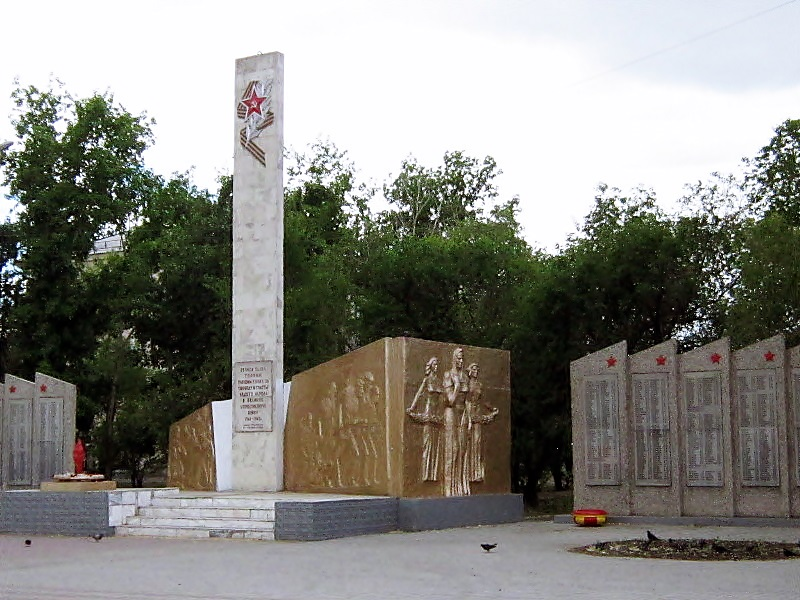
Меморіал Військової Слави

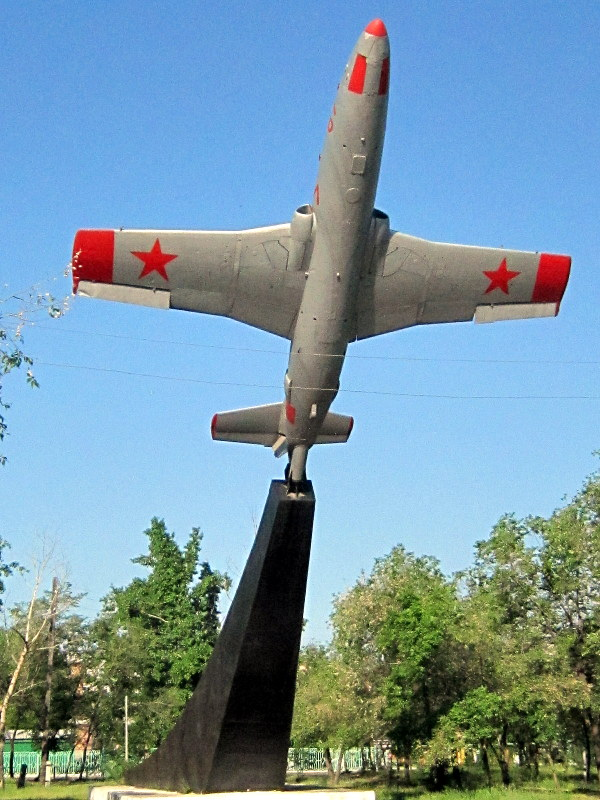
Пам'ятник льотчикам Бірмської авіаційної школи

- Пам'ятник засновниці міста Вірі Баландіній.
- Пам'ятник шахтарям, загиблим внаслідок вибуху на шахті. Ця трагічна подія сталася на шахті № 8 у 1931 році. Загинуло 109 гірників. Монумент втілює в собі реквієм загиблим шахтарям.
- Меморіал Військової Слави на честь воїнів-чорногорців, загиблих у Великій Вітчизняній війні.
- Арка Слави. На стіні Пам'яті вигравірувані прізвища чорногорців, що воювали на фронтах Другої світової війни, і з перемогою повернулися додому. Пам'ятник прикрашений клумбами, тут же розташовані лавки для відпочинку та танк Т-54.
- Пам'ятник льотчикам Бірмської військової авіаційної школи пілотів. Являє собою літак L-29 на постаменті.
- Пам'ятник японським військовополоненим. Встановлений на місці поховання японських військовослужбовців Квантунської армії, взятих в полон в 1945 році.
- Пам'ятник В. І. Леніну.

## Пожежа 2015 р.
Місто Чорногорськ суттєво постраждало під час пожежі 2015 р.  Станом на 12.00 13.04.2015 за медичною допомогою в мед установи Хакасії звернулися 613 осіб. З них госпіталізовано 78 осіб. Вісім потерпілих перебувають у важкому стані, 70 осіб - у стані середнього ступеня тяжкості. 533 постраждалим надана медична допомога, вони  відправлені на амбулаторне лікування.Станом на 14.04.2015 повідомляється про 23 загиблих у Хакасії. Пожежа вразила 34 населених пунктів, постраждало понад 900 осіб.